# باز-کوکوها
باز-کوکوها (به لاتین: Aviceda) نام یک سرده از تیرهٔ بازان در راستهٔ بازسانان است. برخی از پرندگان این سرده با نام انگلیسی cuckoo-hawks نامیده می‌شوند. بازکوکو با نام انگلیسی baza از واژه فارسی-هندی «باز» گرفته شده است که برای گروه بازها و طرلان (نام علمی: Accipiter gentilis) به کار می‌رود. آنها در لبهٔ نیم‌نوک بالایی (فرانوک) دو برجستگی دندان‌مانند دارند. این سرده پراکنش گسترده‌ای از استرالیا تا جنوب آسیا و آفریقا دارند. نام لاتین Aviceda نیز به معنی کُشندهٔ پرنده است.

## گونه‌ها
| نام فارسی           | نام علمی                 | پراکنش                                    | نگاره |
| ------------------- | ------------------------ | ----------------------------------------- | ----- |
| بازکوکوی آفریقایی   | Aviceda cuculoides       | زیرصحرای آفریقا و بخش‌های شرقی جنوب آفریقا |       |
| بازکوکوی جردونی     | Aviceda jerdoni          | جنوب شرق آسیا                             |       |
| بازکوکوی سیاه       | Aviceda leuphotes        |                                           |       |
| بازکوکوی ماداگاسکار | Aviceda madagascariensis |                                           |       |
| بازکوکوی آرام       | Aviceda subcristata      |                                           |       |